# Novo Partido Anticapitalista
O Novo Partido Anticapitalista (em francês: Nouveau Parti Anticapitaliste), abreviado como NPA, é um partido político francês de extrema-esquerda, fundado em fevereiro de 2009 por meio de um processo iniciado pela Liga Comunista Revolucionária (LCR), que votou sua dissolução, com 87% de votos, em 5 de fevereiro de 2009, após quarenta anos de existência.
Na sua Fundação, o partido reivindica a adesão de 9123 militantes, o que representa três vezes o tamanho que tinha a LCR. Em 2023, o partido havia 2000 membros e atualmente se encontra dividido entre dois grupos homônimos que reivindicam o NPA: o NPA-B, formado pela antiga direção advinda da LCR, e o NPA-C, formado por grupos de oposição a essa direção.

## História

### Crise política e divisões
No 4º Congresso do NPA, que ocorreu entre os dias 2 e 4 de fevereiro de 2018, se expressou no partido o princípio de uma crise política aberta. Neste congresso, que contou com sete plataformas em votação, a liderança majoritária, formada pelos antigos dirigentes da Liga Comunista Revolucionária (LCR), antiga seção francesa do Secretariado Unificado da Quarta Internacional (SU-QI), obteve maioria relativa. No entanto, a direção eleita foi alvo de críticas à sua aproximação com a França Insubmissa (LFI) (LFI), de Jean-Luc Mélenchon, pois Philippe Poutou, membro da direção do NPA, apresentou listas comuns com a LFI, para as eleições municipais de Bordeaux.
Em abril de 2021, a tendência interna Corrente Comunista Revolucionária (CCR), seção francesa da Fração Trotskista pela Quarta Internacional (FT-QI), que obteve 11,05% durante o 4º Congresso do NPA, anuncia a pré-candidatura do militante Anasse Kazib. Dois meses depois, em 10 de junho, cerca de 300 militantes, membros da CCR e aliados, anunciam sua saída do NPA, queixando-se de terem sido excluídos da participação no próximo 5º Congresso e na Conferência Nacional do NPA, além de denunciar “uma linha política de direita” que o partido estava a seguir, abandonando seu projeto político original, ao se aliar novamente a LFI, agora em Nova Aquitânia e na Occitânia. Os membros assinantes da CCR também acusam a maioria da direção de provocar a divisão, para evitar tornar-se uma “minoria” no partido, devido às declarações de Christine Poupin ao Le Monde. A maioria da direção do NPA, por sua vez, acusou a então CCR de divisão. O NPA estava em discussão para aderir à Nova União Popular Ecológica e Social (NUPES) para as eleições legislativas francesas de 2022. Após a adesão do Partido Socialista (PS) a coligação, o NPA anunciou que não entraria na coligação devido a diferenças ideológicas intransponíveis, mas que apoiariam os candidatos de esquerda mais radicais da coalizão.

Em 18 de dezembro de 2022, a CCR realizou em Paris o congresso para a fundação do partido Révolution Permanente. No mesmo mês, durantes os dias 9 a 11, ocorreu o 5º Congresso do NPA, que reuniu cerca de 2.000 membros em suas assembleias locais de preparação. Neste congresso, o partido aprofunda sua cisão. Três tendências são apresentadas ao congresso: Plataforma A, formada pela corrente Alternativa Revolucionária Comunista (ARC), que obteve 6,12% dos votos. Plataforma B, formada por dirigentes históricos remanescentes da LCR, que obteve 48,50% dos votos. Plataforma C, de oposição a direção majoritária, composta pelos grupos Anticapitalismo e Revolução (A&R), L'Étincelle, Socialismo ou Barbárie (SoB), e Democracia revolucionária, que obteve 45,29% dos votos. Durante o congresso, membros da Plataforma B e C anunciaram a impossibilidade de trabalhar em conjunto. Parte da divisão ocorre devido à divergência quanto às alianças com à França Insubmissa. Após o congresso, cada uma das plataformas continua a sua atividade política, mas de forma independente um do outro. Os grupos locais dividem-se e as comunicações são distintas. Contudo, as duas organizações continuam a afirmar fazer parte do NPA, utilizando o seu nome, logotipo e páginas homônimas.